# Talaiot de Son Taixaquet d'en Ramonell
El talaiot de Son Taixaquet d'en Ramonell o talaiot d'en Ramonell és un talaiot de planta quadrada, construït el període de la cultura talaiòtica, aïllat, situat just a una parcel·lació de la possessió de Son Taixaquet, anomenada can Ramonell, al municipi de Llucmajor, Mallorca.
És un talaiot aïllat però que pertany a un conjunt de restes arqueològics que han quedat separats per les parcel·lacions de la possessió de Son Taixaquet. És un típic talaiot de planta quadrada, construït amb pedres grosses que han evitat el seu enderroc i han permès el seu bon estat de conservació. Els costats fan entre 11,8 i 11,6 m, i l'alçada màxima és de 3,7 m. Els cantons són arrodonits. La columna central i les lloses que el cobrien han desaparegut. Una característica que el diferencia és el portal d'entrada que està construït quasi en arc. El llindar és petit i sembla la pedra clau d'un arc. S'hi han fet algunes modificacions per emprar-lo com a colomer molt antiestètiques. La cambra fa 6,1 m per 5,7 m i la seva entrada està orientada al SSE.
Vers l'any 1920 es destruïren diverses habitacions contigües al talaiot. També es netejà i s'hi trobaren una punta de bronze, comptes de collar de pasta vítria, una estatueta de nin (perduda), moles de molí i ceràmiques. La darrera troballa fou una sèrie d'enterraments per inhumació a poca profunditat damunt lloses.